# Komsilga (Ouahigouya)
Pour les articles homonymes, voir Komsilga.
Komsilga est une localité située dans le département de Ouahigouya de la province du Yatenga dans la région Nord au Burkina Faso.

## Santé et éducation
Le centre de soins le plus proche de Komsilga est le centre hospitalier régional (CHR) de Ouahigouya.